# Rochester (Michigan)
Rochester is een plaats (city) in de Amerikaanse staat Michigan, en valt bestuurlijk gezien onder Oakland County.

## Demografie
Bij de volkstelling in 2000 werd het aantal inwoners vastgesteld op 10.467.
In 2006 is het aantal inwoners door het United States Census Bureau geschat op 11.239, een stijging van 772 (7,4%).

## Geografie
Volgens het United States Census Bureau beslaat de plaats een oppervlakte van
10,0 km², geheel bestaande uit land. Rochester ligt op ongeveer 256 m boven zeeniveau.

## Plaatsen in de nabije omgeving
De onderstaande figuur toont nabijgelegen plaatsen in een straal van 12 km rond Rochester.

## Geboren in Rochester
- Jamison Jones (1969), acteur, filmproducent, stuntman en scenarioschrijver.
- Spencer Redford (1983), actrice
- Aileen Wuornos (1956-2002), seriemoordenares